# Checker Marathon

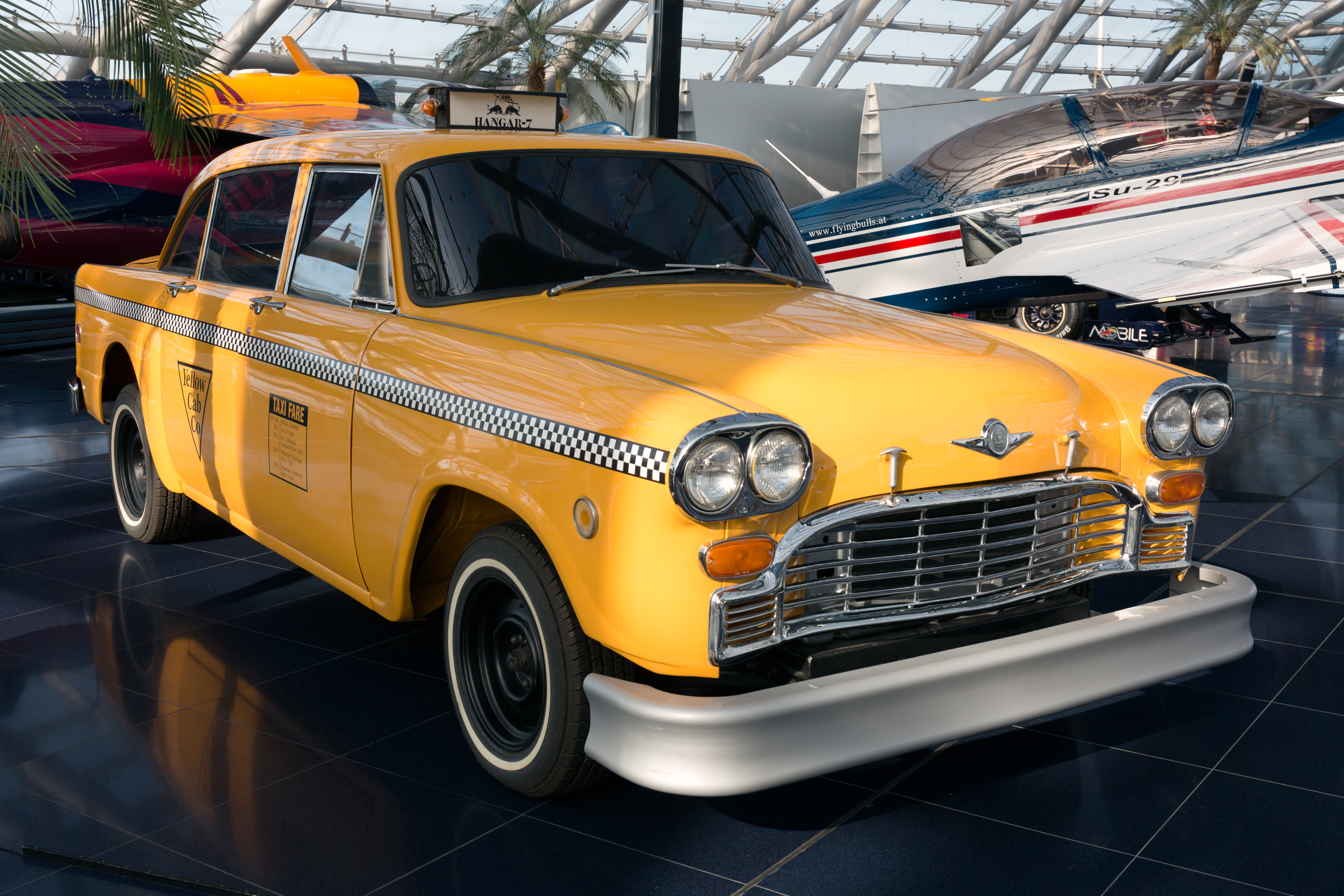
Checker Marathon (Yellow Cab)

Checker Marathon — автомобіль, що вироблявся корпорацією Checker Motors з Каламазу, штат Мічиган, у період з 1961 по 1982 рік. Він продавався як легковий автомобіль для споживачів, на відміну від аналогічного таксі, яке було націлено на покупців автопарків.

## Історія

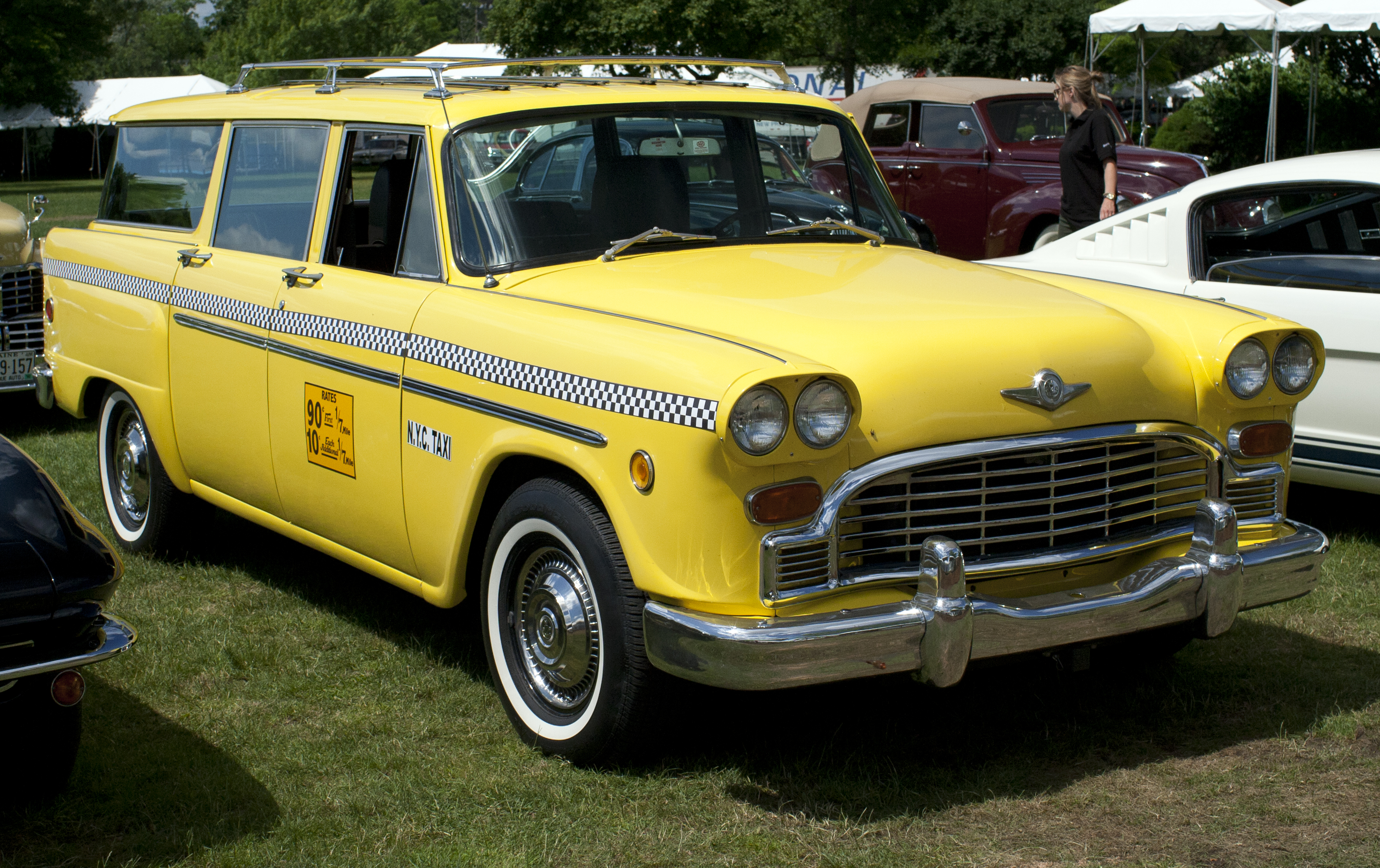
1971 Checker Marathon Station Wagon

Marathons випускалися як у чотиридверному седані, так і у чотиридверному універсалі, а також у більш рідкісних шестидверних 9-місних і восьмидверних 12-місних седанах і універсалах «Аеробус».

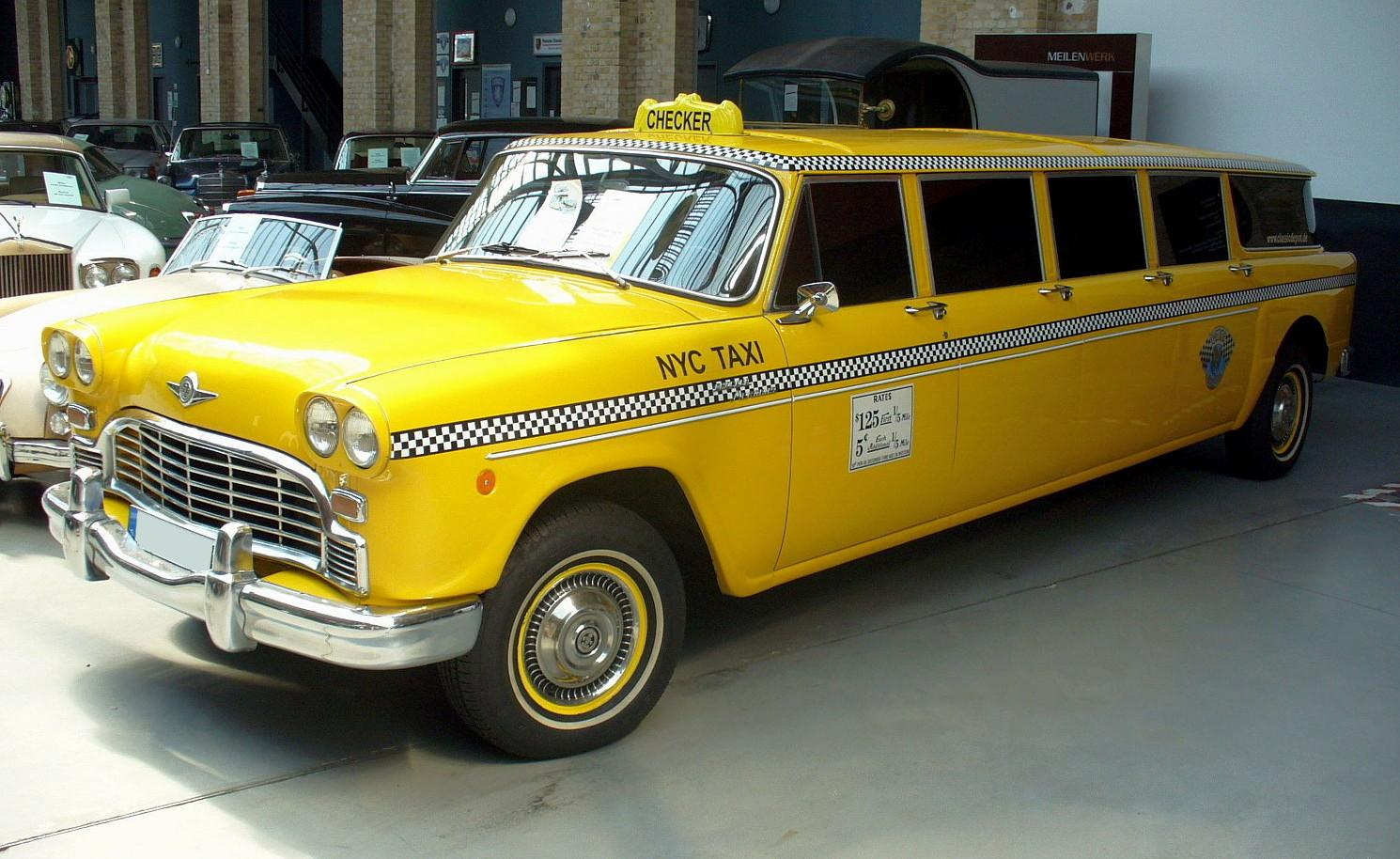
1970 Checker Taxi A-11W 8 Aerobus

Marathon був представлений у вересні 1960 року для модельного року 1961 разом із Checker Superba Custom, а пізніше замінив його, і відрізнявся від Superba кращим інтер’єром. Спочатку він зберігав код кузова Superba A10, тоді як код A9 використовувався для таксі. Зовнішній вигляд Marathon мав решітку радіатора на всю ширину, яка відрізнялася від вужчої решітки Superba та внутрішніх габаритних вогнів.
Після незначної реконструкції в 1963 році коди шасі змінилися на A11 для таксі та A12 для пасажирських версій. Також у 1963 році з’явилася версія лімузина Marathon Town Custom з подовженою (129 проти 120 дюймів) колісною базою. Ця восьмимісна версія отримала код шасі A19E. Через кілька років це було змінено на A12E.
Компанія Checker не мала загальнонаціональної дилерської мережі, і більшу частину своєї продукції продавала для обслуговування автопарку.